# 白鳥みづえ

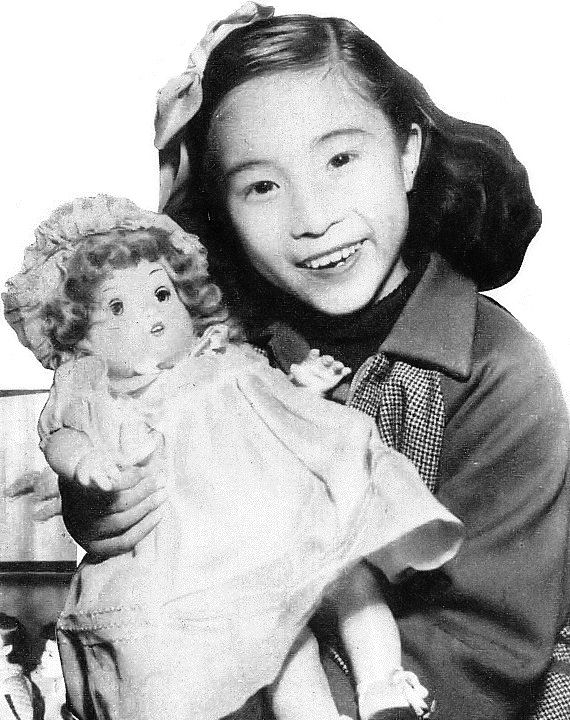
10歳頃の白鳥みづえ

白鳥 みづえ（しらとり みづえ、本名・坂口 瑞江（さかぐち みづえ）。1944年9月15日 - 2021年9月21日）は、日本の歌手、女優。白鳥みずえの表記もある。

## 来歴
中国・上海生まれ。
戦後、満洲から引き揚げる。5歳の時に九州の小倉で行われた「NHKのど自慢」に出場し3位に入賞（4歳で2位としている資料もある）。その後、上京し米軍のキャンプまわりや日劇小劇場（のち日劇ミュージックホール）に出演する。スカウトされ、1951年の大映製作の映画『母月夜』で子役デビュー。この『母月夜』をはじめ、三益愛子主演の『母もの映画』シリーズに多数出演し、名子役と謳われた。「母もの映画」以外の映画作品への出演もある。
1951年2月発売の『黒いひとみ』で歌手デビューも果たす。1955年には田端義夫とデュエットした『親子舟唄』が大ヒットした。
1965年、TBSドラマ『新隠密剣士』に出演。
1982年には久々のシングル『お吉物語』を発売し、話題になった。
その後も歌手活動を続けていたが、2021年9月21日、多発性脳梗塞のため栃木県日光市内の病院で死去。77歳没。訃報は2023年6月22日になって日本歌手協会から「三回忌を前にして死去が判明した」と発表された。

## その他
私生活では漫才師の青空うれしと結婚し、1男をもうけたが、1964年に離婚。1970年4月にクラブ経営者の足立宣夫と再婚したが、のちに離婚。

## 主なディスコグラフィー
1951年
- 黒いひとみ（2月）
作詞：清水みのる／作曲：長津義司
- わたしの子守唄（4月）
作詞：清水みのる／作曲：渡辺浦人
- 想い出のオルゴール（4月）
作詞：島田磬也／作曲：植松万木
- 迷い小羊（8月）
作詞：大高ひさを／作曲：植松万木
- 母恋手鞠唄（10月）
作詞：島田磬也／作曲：深井史郎
- 悲しい星の子（10月）
作詞：森川幸吉／作曲：植松万木
- キューバの夜（10月）
作詞：柳平太／作曲：植松万木

1952年
- 親なしピエロ（2月）
作詞：清水みのる／作曲：植松万木

1953年
- みづえの花売り娘（1月）
作詞：大高ひさを／作曲：植松万木
- フキラウ（2月）
作詞：清水みのる／作曲：バッキー白片
- レイをあなたに（2月）
作詞：清水みのる／作曲：バッキー白片
- わたしの夢（5月）
作詞：清水みのる／作曲：平川浪竜
- 夕焼小焼（6月）
作詞：中村雨紅／作曲：草川信
- 靴が鳴る（6月）
作詞：清水かつら／作曲：弘田龍太郎
- 街角の夕刊売り（8月）
作詞：川村右文／作曲：福島正二
- 湖畔の子守唄（12月）
作詞：清水みのる／作曲：福島正二
- ハワイの夜は更けて（12月）
作詞：雨音しげる／作曲：宮脇春夫

1954年
- 湖畔の兄妹（2月）　-　with 白根一男
作詞：清水みのる／作曲：平川浪竜
- 波止場のドミー（7月）
作詞：川村右門／作曲：福島正二
- テキサスのおてんば娘（11月）
作詞：清水みのる／作曲：宮脇春夫
- なつかしのコロラド（11月）
作詞：清水みのる／作曲：宮脇春夫

1955年
- 獅子舞いマンボ（1月）
作詞：杉江晃／作曲：大久保徳二郎
- 母恋い子鳩（1月）
作詞：清水みのる／作曲：大久保徳二郎
- 親子舟唄（6月）　-　with 田端義夫
作詞：藤田まさと／作曲：大久保徳二郎
- まんまるおどり（7月）　-　with テイチク・ミチル合唱団
作詞：清水みのる／作曲：平川浪竜
- 親子かりがね（11月）　-　with 菊池章子
作詞：藤田まさと／作曲：大久保徳二郎
- 風の子守唄（11月）
作詞：藤田まさと／作曲：平川浪竜
- 霧に唄う兄妹（12月）　-　with 白根一男
作詞：清水みのる／作曲：上原賢六

1956年
- 親子馬子唄（3月）　-　with 田端義夫
作詞：藤田まさと／作曲：大久保徳二郎
- 母子三味線（6月）　-　with 鈴木三重子
作詞：十二村哲／作曲：大久保徳二郎
- 波止場のテープ売り（6月）
作詞：杉野大三郎／作曲：下川博省
- まぼろし城の唄（8月）
作詞：島田磬也／作曲：大久保徳二郎
- 正義の剣士（8月）　-　with 白根一男
作詞：島田磬也／作曲：大久保徳二郎
- かりがね峠（9月）
作詞：藤田まさと／作曲：上原賢六

1957年
- 花売りメリー（5月）　-　with 大木実
作詞：小林とくさ／作曲：上条たけし

1958年
- 東京のお兄さん（11月）
作詞：荒川利夫／作曲：内藤貞夫

1965年
- 影を求めて（5月）
作詞：加藤省吾／作曲：小川寛興

1982年
- お吉物語（9月）
作詞：藤田まさと／作曲：陸奥明

2005年
- 俺の人生まったなし（4月）
作詞：小森喜久子／作曲：千木良政明
- まごころ（4月）
作詞：小森喜久子／作曲：千木良政明

## 主な出演

### 映画
- 母月夜（1951年、大映）
- 母千鳥（1951年、大映）
- 江の島悲歌（えのしまエレジー）（1951年、大映）
- 逢魔が辻の決闘（1951年、大映）
- 母人形（1951年、大映）
- 生き残った弁天様（1952年、大映）
- 娘初恋ヤットン節（1952年、大映）
- 母山彦（1952年、大映）
- 母子鶴（1952年、大映）
- 母波（1953年、大映）
- 母の湖（1953年、大映）
- 桜まつり歌合戦（1954年、大映）
- こんな美男子見たことない（1954年、大映）
- 浪曲天狗道場（1955年、大映）
- 母笛子笛（1955年、大映）
- 名犬物語　吠えろシェーン（1957年、大映）
- 坊ぼん罷り通る（1958年、新東宝） - ※DVD発売
- ドドンパ酔虎伝（1961年、大映）

### テレビドラマ
- 花詩集 第4話「バラ開く頃」（1959年、KRテレビ（現・TBS））
- 新隠密剣士（1965年、TBS） - ※DVD発売
- ジグザグブルース（1977年、テレビ朝日）
- はるちゃん（1996年、フジテレビ系）

### 歌番組
- NHK歌謡コンサート（NHK総合）
- 懐かしの昭和メロディ（テレビ東京、2013年8月14日）

### その他
- 秋の歌謡フェスティバル[3]（ゆうぽうと、2012年10月12日）
- 日本歌手協会創立50周年記念　歌謡フェスティバル（ゆうぽうと、2013年11月22日）

## 関連書籍
- 「スタアの40年　平凡 週刊平凡 秘蔵写真集」（1988年、マガジンハウス）